# Ящірка Ростомбекова
Ящірка Ростомбекова (Darevskia rostombekovi) — представник роду скельних ящірок родини Справжні ящірки.

## Опис
Довжина тулуба до 5,6 см та у 2 рази довшим хвостом. Голова помітно стиснута. Міжщелепний щиток завжди відділений від лобоносового. Між верхньовійним та надочноямковим щитками завжди повний, іноді місцями здвоєний рядок з 9—14 зерняток. Перший верхньоскронний щиток помірно довгий, більш-менш прямокутної форми. Центральноскронний щиток великий, часто розділений на два — від першого верхньоскронного у найбільш вузькому місці він відділений 1—3, а від великого барабанного — 2—4 рядками дрібних щитків. Комір не зазубрений. По середній лінії горла 21—28 лусочок. Луска тулуба гладенька, слабкоопукла, спинна луска трохи дрібніше бічної. Навколо середини тулуба 47—54 лусочки. Черевні щитки стикаються по краях тулуба з 2—3 лусочками тулуба, задня з яких зазвичай крупніше інших. Щитки черева розташовані у 26—29 поперечних рядків. Анальний щиток великий, попереду нього зазвичай симетрично розташовані 3 невеликих рівних за розміром преанальних, середній із яких розширений. Луска, що вкриває гомілку, зверху несе на собі слабко виражені реберця або згладжені шипики і не перевищує спинну. Рядки з 13—21 стегнових пір досягають колінного згину. 
Спина коричнево-бежево-жовтуватого або світло-коричневого кольору. Спинна смуга утворена зосередженими вздовж хребта неправильної форми цятками, які складаються іноді у виразний сітчастий візерунок. Бічні смуги утворені більш-менш вираженими темними колами з білуватими (блакитними на рівні передніх лап) «оченятами». Зустрічаються особини, малюнок на тулубі у яких ледь намічений. Черево, низ голови і горло зелено-жовтого забарвлення. На крайніх черевних щитках слабко проступають неяскраві блакитнуваті плями. На голові зверху дрібні темні цятки і плямочки. 

## Спосіб життя
Зустрічається на сухих і помірно сухих скелях і виходах осадових гірських порід з рідкісною рослинністю, у лісовій зоні на висотах 600—1700 м над рівнем моря. Харчується комахами та дрібними безхребетними. 
Це яйцекладні ящірки. Розмножується партеногенетично, без участі самців. Відкладання 2—4 яєць розміром 8х13 мм відбувається наприкінці червня — на початку липня. Через 55 днів з'являються молоді ящірки довжиною 2,2—2,3 см.

## Поширення
Мешкає у північній Вірменії та західному Азербайджані.  